# Fictor vorax
Fictor vorax är en rundmaskart. Fictor vorax ingår i släktet Fictor och familjen Diplogasteridae. Inga underarter finns listade i Catalogue of Life.